# Ronilson de Oliveira
Ronilson Matias de Oliveira (Santos, 16 de julho de 1990) é um canoísta brasileiro.
Nos Jogos Sul-Americanos de 2010, na prova do C2 200 m, Ronilson e Erlon Silva, ambos vindos da base da canoagem naquele ano, levaram o ouro com o tempo de 40s680, seguidos por venezuelanos (41s500) e chilenos (41s890).
Com isto, Ronilson obteve vaga para integrar a delegação nacional que disputou os Jogos Pan-Americanos de 2011, em Guadalajara, no México, onde conquistou uma medalha de prata, novamente ao lado de Erlon Silva.